# Bilan de tensions de surface
Dans les domaines de la capillarité, du mouillage et de l'adhésion, le bilan des tensions de surface des milieux en présence donne une indication qualitative immédiate sur les tendances d'évolution. Ces bilans sont appelés coefficient d'étalement (ou paramètre d'étalement), et énergie de Dupré.

## Mouillage: coefficient d'étalement

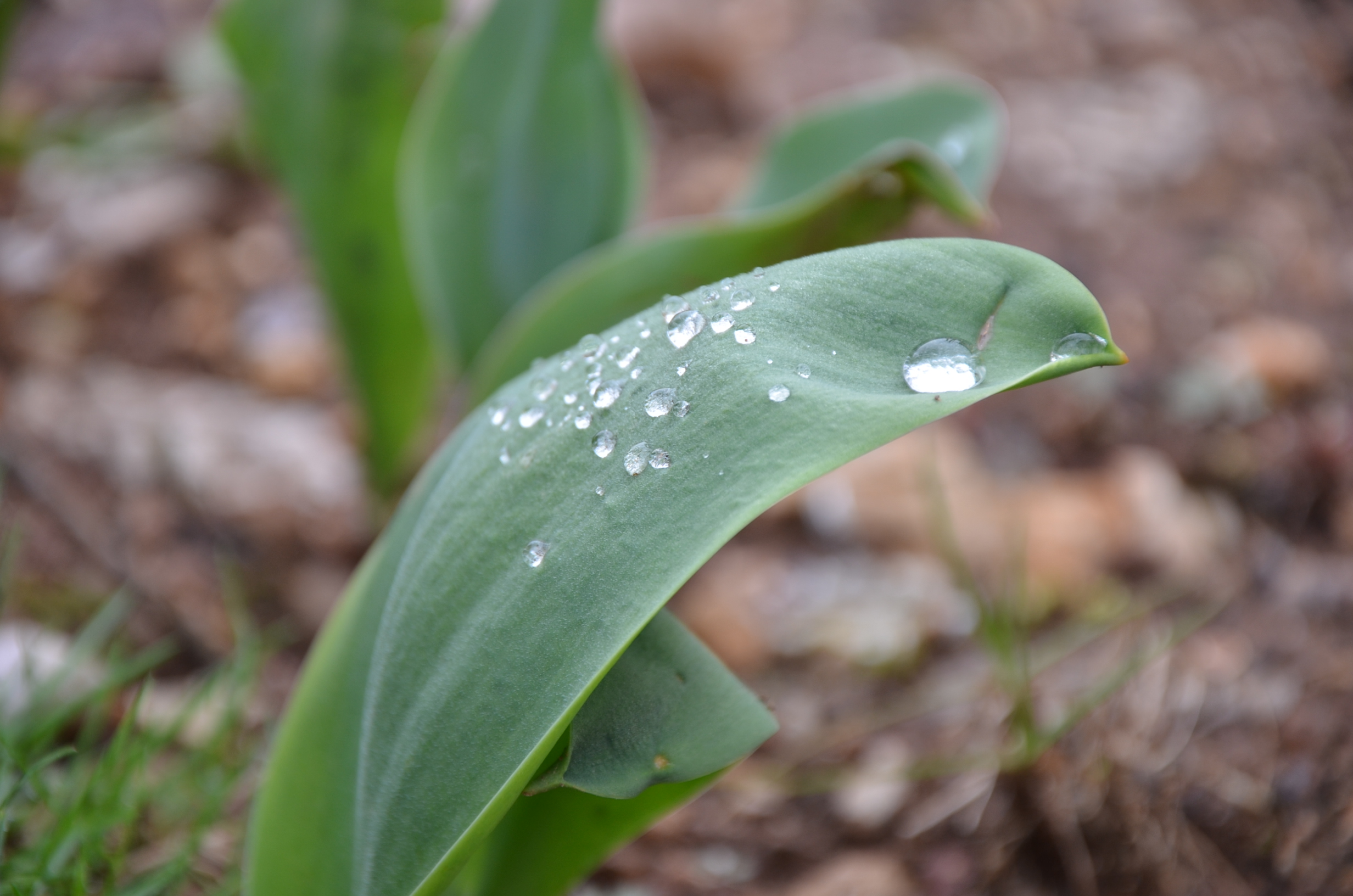
Mouillage partiel de gouttes d'eau sur une feuille végétale.

Dans le domaine du mouillage, pour déterminer si une quantité d'un liquide {\displaystyle l} posée sur un solide {\displaystyle s} a tendance soit à former une goutte, soit à s'étaler en film, il suffit de considérer le bilan des trois tensions superficielles pertinentes. Ce bilan s'exprime sous la forme du coefficient d'étalement {\displaystyle S}, défini par :
{\displaystyle S=\gamma _{sg}-(\gamma _{sl}+\gamma _{lg})}
Le coefficient d'étalement s'exprime, comme la tension superficielle, en J/m2 ou en N/m.
Il s'agit donc du bilan d'énergie lorsqu'on passe du solide sec (avec une seule interface solide-air) au solide recouvert de liquide (avec l'interface solide-liquide et l'interface liquide-air).
Le signe du paramètre d'étalement détermine si le mouillage est total ou partiel : si {\displaystyle S>0} alors le mouillage est total (le liquide s'étale le plus possible entre le solide et l'air) ; si {\displaystyle S<0} alors le mouillage est partiel (le liquide forme une goutte).

### Cas particulier des mélanges ternaires
La théorie du coefficient d'étalement peut aussi être utilisée pour savoir comment vont se structurer les trois composants A, B et C d'un mélange ternaire de liquides. Pour cela, les trois coefficients d'étalement doivent être connus :
- {\displaystyle S_{B/A/C}=\gamma _{B/C}-(\gamma _{A/C}+\gamma _{A/B})}
- {\displaystyle S_{A/B/C}=\gamma _{A/C}-(\gamma _{B/A}+\gamma _{B/C})}
- {\displaystyle S_{A/C/B}=\gamma _{A/B}-(\gamma _{C/A}+\gamma _{C/B})}

Ensuite, selon leurs signes, on peut prédire la structure du mélange :
- si {\displaystyle S_{B/A/C}>0} mais les deux autres coefficients d'étalement sont négatifs, alors le composant A mouillera totalement l'interface entre les composants B et C. Idem en remplaçant A par B ou C.
- si les trois coefficients d'étalement sont négatifs, alors il n'y a que des mouillages partiels : les trois composants peuvent être en contact[1].

Il est possible d'influer sur cette structure en jouant sur la proportion de chaque composant ou en ajoutant des tensioactifs. Ces stratégies sont utilisées notamment dans les mélanges de polymères.

## Adhésion: énergie de Dupré
Dans le domaine de l'adhésion, l'énergie de Dupré constitue le bilan du gain d'énergie par unité de surface lorsque les surfaces en regard sont mises en contact. Ainsi, lorsqu'un solide {\displaystyle 1} et un matériau adhésif {\displaystyle 2} sont mis en contact, deux interfaces distinctes (celle de chaque matériau avec l'air) sont remplacées par une seule interface. Lors de cette opération, l'énergie gagnée par unité de surface s'écrit :
{\displaystyle E_{\rm {Dupre}}=\gamma _{1}+\gamma _{2}-\gamma _{12}}
où {\displaystyle \gamma _{1}} est la tension superficielle du solide, {\displaystyle \gamma _{2}} celle de l'adhésif, et {\displaystyle \gamma _{12}} celle de la nouvelle interface entre le solide et l'adhésif.
L'énergie de Dupré s'exprime, comme la tension superficielle, en J/m2 ou en N/m.